# 작업 관리자
작업 관리자(作業管理者, 영어: task manager)는 컴퓨터에서 실행 중인 프로세스와 프로그램에 대한 정보뿐 아니라 컴퓨터의 일반 상태까지 알려 주는 컴퓨터 프로그램이다. 프로그램과 프로세스를 끝내고 프로세스의 우선 순위를 바꾸는 데에 사용되기도 한다.
작업 관리자는 마이크로소프트 윈도우가 설치된 개인용 컴퓨터에서 Control-Alt-Delete 키를 동시에 누름으로써 접근할 수 있다. 윈도우 XP 이후의 경우 Ctrl+⇧ Shift+Esc 단추로도 이 작업 관리자에 접근할 수 있다.

## 공통 작업 관리자

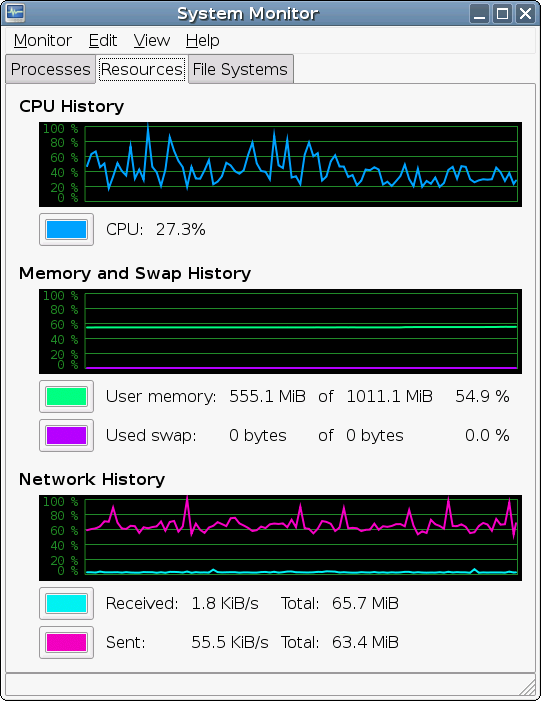
그놈 시스템 모니터

- 윈도우 작업 관리자 (마이크로소프트 윈도우)
- 맥 오에스 텐의 액티비티 모니터 (맥 오에스 텐 v10.3 이전의 프로세스 보기 프로그램)
- AIX procmon GUI 프로세스 감시 도구.
- BSD, 리눅스, 솔라리스, 맥 오에스 텐, 윈도의 GKrellM
- KDE 시스템 가드 및 KTop (KDE 3)
- KDE 4의 시스템 액티비티
- 그놈의 그놈 시스템 모니터
- XFCE의 Xfce 작업 관리자